# Pokémon: DP Galactic Battles-afsnit
Pokémon: DP Galactic Battles er den tolvte sæson af Pokémon og den tredje del af Pokémon Serien: Diamond and Pearl, en japansk anime-TV-serie, kendt i Japan under navnet Pocket Monsters Diamond & Pearl (ポケットモンスター ダイヤモンド&パール Poketto Monsutā Daiyamondo & Pāru). Den blev oprindeligt sendt i Japan på TV Tokyo fra den 4. december 2008 til den 24. december 2009, og senere i Danmark på Disney XD fra den 7. juni 2010, dog er det uvist, hvornår det sidste afsnit blev sendt. Den danske versionering er lavet af SDI Media og er baseret på den amerikanske udgave, som er produceret af The Pokémon Company.
Denne sæson omhandler den tiårige Pokémontræner Ash Ketchum (spillet af Mathias Klenske på dansk og af Rika Matsumoto på japansk) og hans elektriske partner-Pokémon Pikachus (spillet af Ikue Ōtani) eventyr, som de samler Styrkecenter-emblemer i den fiktive Sinnoh-region, så de kan deltage i det lokale Pokémonliga-stævne. Sammen med dem rejser de med Brock, som var tidligere Pewter Citys Styrkecenterleder og den unge Pokémonkoordinator Dawn, som hun deltager i Pokémonkonkurrencer for at vinde Bånd, så hun kan deltage i Sinnoh-regionens Grand Festival-turneringen.
Den japanske intro, fremført af Rika Matsumoto og Megumi Toyoguchi, hedder "High Touch!" med en efterfølgende udgave, som hedder "High Touch! 2009". Den danske intro, skrevet af Trine Dansgaard og Peder Thyme og fremført af Kira Li Chiholm, Mette Chiholm og Jan Tellefsen, som hedder "Stå Fast!", er baseret på den engelske intro af Erin Bowman, "Battle Cry - (Stand Up!)".

## Afsnit
| Nr. i serie | Nr. i sæson | Dansk titel Japansk titel | Japansk visning    | Dansk visning        |
| ----------- | ----------- | --- | ------------------ | -------------------- |
| 573         | 01          | "En Rotom efter kage!" "Yōkan to Rotomu!" (羊羹とロトム！)                                                                                   | 4. december 2008   | 7. juni 2010         |
| 574         | 02          | "Vilde Pokémon på afveje!" "Pokemon to Nakayokunaru Hōhō!?" (ポケモンと仲良くなる方法！？)                                                   | 11. december 2008  | 8. juni 2010         |
| 575         | 03          | "Gammel familiefejde!" "Ramuparudo Tai Toridepusu!!" (ラムパルドVSトリデプス！！)                                                            | 18. december 2008  | 9. juni 2010         |
| 576         | 04          | "Forsvar er det bedste angreb!" "Mio Jimu Sen! Hagane no Batoru!!" (ミオジム戦！はがねのバトル！！)                                          | 25. december 2008  | 10. juni 2010        |
| 577         | 05          | "Flokdyr på vildspor!" "Maigo no Hoeruko!" (迷子のホエルコ！)                                                                                | 8. januar 2009     | 11. juni 2010        |
| 578         | 06          | "Stålsat ravage!" "Gen to Rukario!" (ゲンとルカリオ！)                                                                                       | 15. januar 2009    | 14. juni 2010        |
| 579         | 07          | "Ruinerne på Iron Øen" "Kōtetsu Shima no Iseki!" (鋼鉄島の遺跡！)                                                                            | 22. januar 2009    | 15. juni 2010        |
| 580         | 08          | "Glæde på de skibbrudnes ø!" "Pikachū, Potchama Hyōryūki!" (ピカチュウ・ポッチャマ漂流記！)                                                  | 29. januar 2009    | 16. juni 2010        |
| 581         | 09          | "Held og Phione" "Itazura Fione!" (いたずらフィオネ！)                                                                                       | 5. februar 2009    | 17. juni 2010        |
| 582         | 10          | "Mødet med Gabite!" "Pokemon Kontesuto! Akebi Taikai!!" (ポケモンコンテスト！アケビ大会！！)                                                 | 12. februar 2009   | 18. juni 2010        |
| 583         | 11          | "Sludrechatol tager kegler!" "Wairudo Junsā to Aibō Perappu!" (ワイルドジュンサーと相棒ペラップ！)                                           | 19. februar 2009   | 21. juni 2010        |
| 584         | 12          | "Den forsvundne Snorunt!" "Fubuki no Naka no Yukimenoko!" (吹雪の中のユキメノコ！)                                                           | 26. februar 2009   | 22. juni 2010        |
| 585         | 13          | "Nudler og venskaber!" "Roketto-dan Kaisan!?" (ロケット団解散！？)                                                                           | 5. marts 2009      | 23. juni 2010        |
| 586         | 14          | "På jagt efter et højere mål!" "Pokeringa! Tenkū Daikessen!!" (ポケリンガ！天空大決戦！！)                                                   | 12. marts 2009     | 24. juni 2010        |
| 587         | 15          | "Farlig færd i skoven!" "Gekitotsu! Manmū Tai Bosugodora!!" (激突！マンムーVSボスゴドラ！！)                                                 | 26. marts 2009     | 25. juni 2010        |
| 588         | —           | "—" "Fushigi na Ikimono Poketto Monsutā!" (ふしぎないきものポケットモンスター！)                                                             | 26. marts 2009     | Ikke sendt i Danmark |
| 589         | 16          | "En ensom Snover!" "Sabishigariya no Yukikaburi!" (さびしがりやのユキカブリ！)                                                               | 2. april 2009      | 28. juni 2010        |
| 590         | 17          | "Stop i kærlighedens navn!" "Shinka! Sono Toki Potchama wa!?" (進化！その時ポッチャマは！？)                                                 | 2. april 2009      | 29. juni 2010        |
| 591         | 18          | "Gamle rivaler, nye trick!" "Pokemon Kontesuto! Tatsunami Taikai!!" (ポケモンコンテスト！タツナミ大会！！)                                   | 16. april 2009     | 30. juni 2010        |
| 592         | 19          | "Vær tro mod din Pokémon!" "Pokemon Pinpon Taikai! Etebōsu Ganbaru!!" (ポケモンピンポン大会！エテボースがんばる！！)                         | 23. april 2009     | Ukendt               |
| 593         | 20          | "Et nuttet Pokémon-drama!" "Cherinbo! Kenage na Batoru!?" (チェリンボ！けなげなバトル！？)                                                   | 30. april 2009     | Ukendt               |
| 594         | 21          | "På skolebænken!" "Torēnāzu Sukūru no Suzuna-sensei!" (トレーナーズスクールのスズナ先生！)                                                   | 7. maj 2009        | Ukendt               |
| 595         | 22          | "Suset fra den syvende!" "Kissaki Jimu! Kōri no Batoru!!" (キッサキジム！氷のバトル！！)                                                     | 14. maj 2009       | Ukendt               |
| 596         | 23          | "Et pyramidalsk raseri!" "Batoru Piramiddo! Shinji Tai Jindai!!" (バトルピラミッド！シンジVSジンダイ！！)                                    | 21. maj 2009       | Ukendt               |
| 597         | 24          | "Venskabets søjler!" "Fukkatsu no Rejigigasu! Jē Futatabi!!" (復活のレジギガス！J再び！！)                                                   | 28. maj 2009       | Ukendt               |
| 598         | 25          | "Sidespor!" "Denryū Ressha! Hansamu Tōjō!!" (デンリュウ列車！ハンサム登場！！)                                                               | 4. juni 2009       | Ukendt               |
| 599         | 26          | "Hårdt mod hårdt!" "Furu Batoru! Shinji Tai Satoshi!! (Zenpen)" (フルバトル！シンジVSサトシ！！（前編）)                                     | 11. juni 2009      | Ukendt               |
| 600         | 27          | "Udviklingsstrategi!" "Furu Batoru! Shinji Tai Satoshi!! (Kōhen)" (フルバトル！シンジVSサトシ！！（後編）)                                   | 18. juni 2009      | Ukendt               |
| 601         | 28          | "Et uknusende nederlag!" "Yukushī no Kage!" (ユクシーの影！)                                                                                 | 25. juni 2009      | Ukendt               |
| 602         | 29          | "Masser af sund Tangrowth!" "Mori no Ōja! Mojanbo!!" (森の王者！モジャンボ！！)                                                              | 2. juli 2009       | Ukendt               |
| 603         | 30          | "Et spektakel uden lige!" "Zen'in Sansen! Pokemon Hassuru!" (全員参戦！ポケモンハッスル！)                                                   | 9. juli 2009       | Ukendt               |
| 604         | 31          | "Porten til undergangen!" "Tenganzan no Iseki! Ginga-dan no Inbō!!" (テンガン山の遺跡！ギンガ団の陰謀！！)                                   | 23. juli 2009      | Ukendt               |
| 605         | 32          | "Der er altid tre sider af samme sag!" "Mariru, Potchama, Erekiddo!!" (マリル・ポッチャマ・エレキッド！！)                                   | 6. august 2009     | Ukendt               |
| 606         | 33          | "Strategi begynder i hjemmet!" "Hikari Tai Mama! Oyako Taiketsu!!" (ヒカリVSママ！親子対決！！)                                              | 13. august 2009    | Ukendt               |
| 607         | 34          | "Den falske Professor Oak!" "Ōkido-hakase o Kyūshutsu se yo! Nyorotono Tai Guregguru!!" (オーキド博士を救出せよ！ニョロトノVSグレッグル！！) | 20. august 2009    | Ukendt               |
| 608         | 35          | "En rejse til mystikkens verden!" "Neiti, Neitio... Fushigi na Mori!" (ネイティ、ネイティオ…不思議な森！)                                    | 27. august 2009    | Ukendt               |
| 609         | 36          | "I clinch med en Tårnmagnat!" "awā Taikūn! Sono Otoko, Kurotsugu!!" (タワータイクーン！その男、クロツグ！！)                                 | 3. september 2009  | Ukendt               |
| 610         | 37          | "Hvor ingen Togepi før har trådt!" "The Worst Togepi in History!" (Shijō Saiaku no Togepī!)                                                  | 10. september 2009 | Ukendt               |
| 611         | 38          | "Stor ståhej for et lille æg!" "Jōto Fesuta! Chikorīta to Waninoko Tōjō!!" (ジョウトフェスタ！チコリータとワニノコ登場！！)                  | 17. september 2009 | Ukendt               |
| 612         | 39          | "Borte med vindværket!" "Danjon Kōryaku!? Tanima no Hatsudensho!" (ダンジョン攻略！？谷間の発電所！)                                         | 17. september 2009 | Ukendt               |
| 613         | 40          | "En rival at Gible over!" "Fukamaru... Getto da ze!" (フカマル…ゲットだぜ！)                                                                 | 1. oktober 2009    | Ukendt               |
| 614         | 41          | "Klædt på til Jessies succes!" "Pokemon Kontesuto! Suiren Taikai!!" (ポケモンコンテスト！スイレン大会！！)                                   | 1. oktober 2009    | Ukendt               |
| 615         | 42          | "Tagfat i tyven!" "Satoshi to Hikari! Taggu Batoru!!" (サトシとヒカリ！タッグバトル！！)                                                     | 15. oktober 2009   | Ukendt               |
| 616         | 43          | "For familiens skyld!" "Mūma to Yamikarasu to Yami no Ishi!" (ムウマとヤミカラスとやみのいし！)                                              | 22. oktober 2009   | Ukendt               |
| 617         | 44          | "Hold fast på den du kender!" "Pikachū Potchama Kuttsukanai de!!" (ピカチュウポッチャマくっつかないで！！)                                   | 29. oktober 2009   | Ukendt               |
| 618         | 45          | "En rød kæde af begivenheder!" "Akai Kusari! Ginga-dan Shidō!!" (赤い鎖！ギンガ団始動！！)                                                   | 5. november 2009   | Ukendt               |
| 619         | 46          | "For Legendens Pokémon!" "Agunomu, Yukushi, Emuritto!" (アグノム・ユクシー・エムリット！)                                                    | 12. november 2009  | Ukendt               |
| 620         | 47          | "Den legendariske kampfinale!" "Diaruga to Parukia! Saigo no Tatakai!!" (ディアルガとパルキア！最後の戦い！！)                               | 12. november 2009  | Ukendt               |
| 621         | 48          | "Skatten er min!" "Kiken ga Ippai! Kojirō no Takarabako!!" (危険がいっぱい！コジロウの宝箱！！)                                              | 26. november 2009  | Ukendt               |
| 622         | 49          | "En mester til lejligheden!" "Ea Batoru Masutā Tōjō! Guraion Tai Hassamu!!" (エアバトルマスター登場！グライオンVSハッサム！！)               | 3. december 2009   | Ukendt               |
| 623         | 50          | "Kamptræning på dobbelt tid!" "Daburu Batoru! Manmū to Hinoarashi!!" (ダブルバトル！マンムーとヒノアラシ！！)                                | 10. december 2009  | Ukendt               |
| 624         | 51          | "En meteorisk succes!" "Fukamaru to Ryūseigun!!" (フカマルとりゅうせいぐん！！)                                                              | 17. december 2009  | Ukendt               |
| 625         | 52          | "At gafle en Gible!" "Fukamaru! Getto da ze!!" (フカマル！ゲットだぜ！！)                                                                    | 24. december 2009  | Ukendt               |

## Stemmer
| Karakter    | Japansk            | Dansk                |
| ----------- | ------------------ | -------------------- |
| Ash Ketchum | Rika Matsumoto     | Mathias Klenske      |
| Pikachu     | Ikue Ōtani         | Ikue Ōtani           |
| Brock       | Yūji Ueda          | Peter Holst-Beck     |
| Dawn        | Megumi Toyoguchi   | Annevig Schelde Ebbe |
| Jessie      | Megumi Hayashibara | Ann Hjort            |
| James       | Shinichiro Miki    | Thomas Kirk          |
| Meowth      | Inuko Inuyama      | Peter Zhelder        |
| Fortæller   | Unshō Ishizuka     | Torben Sekov         |

## Hjemmeudgivelser
I Japan er sæsonen blevet fuldt udgivet til udlejning, men købeudgivelser er begrænset til visse afsnit. Sæsonen har fået en komplet hjemmeudgivelse på engelsk i USA og Australien.
I Danmark har denne sæson ikke set nogen form for hjemmeudgivelse.